# 8155 Battaglini
A 8155 Battaglini (ideiglenes jelöléssel 1988 QA) a Naprendszer kisbolygóövében található aszteroida. Az Osservatorio San Vittore fedezte fel 1988. augusztus 17-én.